# Delaware Art Museum

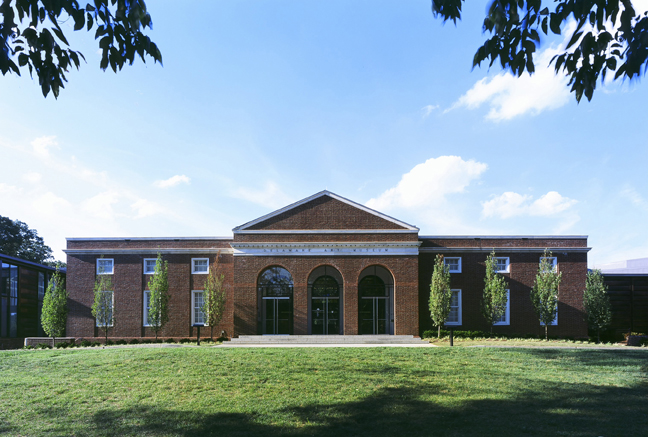
Das Delaware Art Museum

Das Delaware Art Museum ist ein Kunstmuseum in Wilmington, Delaware. Es wurde 1912 von einem Kreis von Freunden des im Jahr zuvor verstorbenen Howard Pyle gegründet. Die Sammlung des Museums hat einen Schwerpunkt auf der Kunst der Präraffaeliten, amerikanischen Illustrationen und den Landschaftsbildern von John French Sloan und seinem Umkreis.

## Geschichte

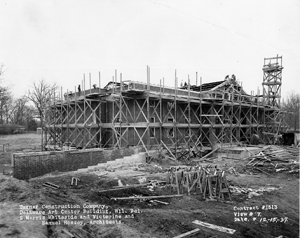
Bau des Museumsgebäudes 1938

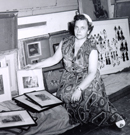
Helen Farr Sloan

Im Winter 1912 wurde durch eine Gruppe von Bürgern der Stadt Wilmington, unter ihnen Künstler und Geschäftsleute, die Wilmington Society of the Fine Arts im Andenken an den im Vorjahr verstorbenen Howard Pyle gegründet. Pyle war eine bedeutende künstlerische Persönlichkeit in der Stadt und beeinflusste deren kulturelles Leben. Ziel der neugegründeten Gesellschaft war es, das Werk Pyles zu schützen und der Öffentlichkeit zugänglich zu machen. Mit Mitteln aus Spenden von lokalen Förderern wurden an die 100 Gemälde, Zeichnungen und Drucke Pyles erworben, die den Grundstock einer Sammlung bildeten, die in der Folge um Werke weiterer amerikanischer Illustratoren erweitert wurde.
1935 ließ die Familie des 1915 verstorbenen Kunstsammlers Samuel Bancroft Jr. dessen Sammlung von Kunst der Präraffaeliten und Manuskripten der Wilmington Society of the Fine Arts zukommen. Zudem überließ die Familie der Gesellschaft 11 Acres Land, auf dem ein Museumsbau errichtet werden sollte. 350.000 Dollar wurden gesammelt, um das Museum zu bauen, das im Juni 1938 schließlich als Delaware Art Center eröffnet wurde. Die Sammlung öffnete sich immer mehr der amerikanischen Kunst jenseits der Illustration. 1943 ergänzte die Wilmington Academy of Art das Museum um Möglichkeiten der künstlerischen Ausbildung. 1956 wurde dem Museumsgebäude dank einer Schenkung von H. Fletcher Brown ein eigener, nach ihm benannter Flügel mit Studios und weiteren Ausbildungsräumen hinzugefügt. Das Museum wurde seit 1961 von Helen Farr Sloan, der Frau des 1951 verstorbenen John French Sloan, unterstützt. Mit ihrer Unterstützung wurden 5000 Objekte für die Sammlung erworben, darunter viele Werke Sloans, so dass das Delaware Art Museum eine der umfassendsten Sammlungen seiner Werke besitzt.
Der Name des Delaware Art Center wurde 1972 mit der Aufnahme in die American Association of Museums in Delaware Art Museum geändert. Seit den 1970er-Jahren wurde die Sammlung des Museums in ihren Schwerpunkten, aber auch im Bereich der Modernen und Zeitgenössischen Kunst erweitert. Im Jahr 1987 wurde die Ausstellungsfläche erweitert und zudem ein Vortragsraum ergänzt. Von 2003 bis 2005 gab es einen weiteren Ausbau des Museums. Unter der Leitung der Architektin Ann M. Beha wurden das Originalgebäude renoviert und drei neue Ausstellungsflügel gebaut. Am 26. Juni 2005 wurde das Museum wiedereröffnet.

## Sammlung
Das Museum besitzt eine der bedeutendsten Sammlungen von Werken der Präraffaeliten außerhalb Großbritanniens. Diese geht auf das Erbe von Samuel Bancroft Jr. zurück, der diese Kunstrichtung gesammelt hatte. Unter den Gemälden befinden sich The Council Chamber von Edward Burnes Jones, La bella mano von Dante Gabriel Rossetti und The Waterfall von John Everett Millais. Daneben sind beispielsweise auch Ford Madox Brown, William Holman Hunt und Marie Spartali Stillman in der Sammlung vertreten. Darüber hinaus werden die Gemälde durch Werke der dekorativen Künste wie etwa Stühle, durch Zeichnungen und Photographien ergänzt.
Ein weiterer Sammlungsschwerpunkt sind die Werke Howard Pyles, von dem das Museum unter anderem die Gemälde The Mermaid und Marooned besitzt. Des Weiteren gibt es in der Sammlung Werke seiner Schüler wie Maxfield Parrish und Frank Schoonover. Zudem befinden sich im Besitz des Museums Werke weiterer bedeutender amerikanischer Illustratoren.
Die Sammlung des Delaware Art Museum umfasst zudem eine größere Zahl von Werken John French Sloans wie Wet Night, Washington Square und Spring Rain. Daneben besitzt das Museum Werke weiterer bedeutender amerikanischer Künstler. Aus dem 19. Jahrhundert sind Künstler wie Winslow Homer, Thomas Eakins und Raphaelle Peale vertreten. Die erste Hälfte des 20. Jahrhunderts wird unter anderem durch Edward Hopper, Isabel Bishop und Charles Burchfield repräsentiert. Aus der Zeit nach dem Zweiten Weltkrieg besitzt das Museum Werke von Robert Motherwell, Louise Nevelson, Andrew Wyeth und Norman Lewis.

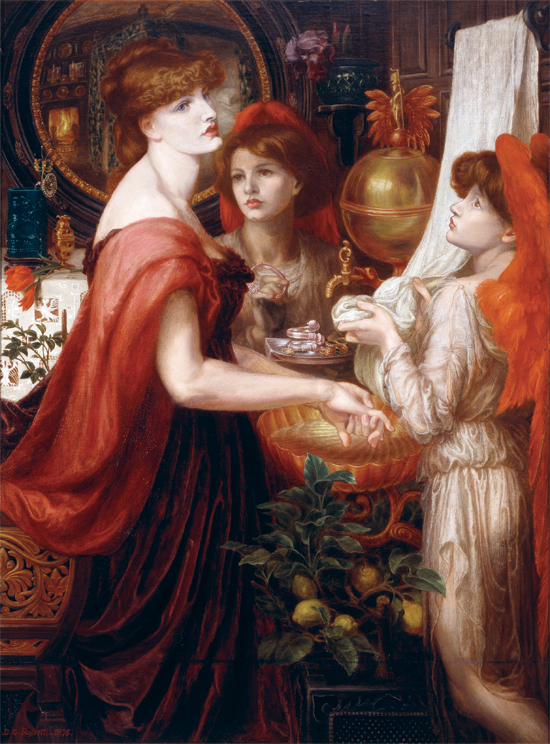
La bella mano von Dante Gabriel Rossetti
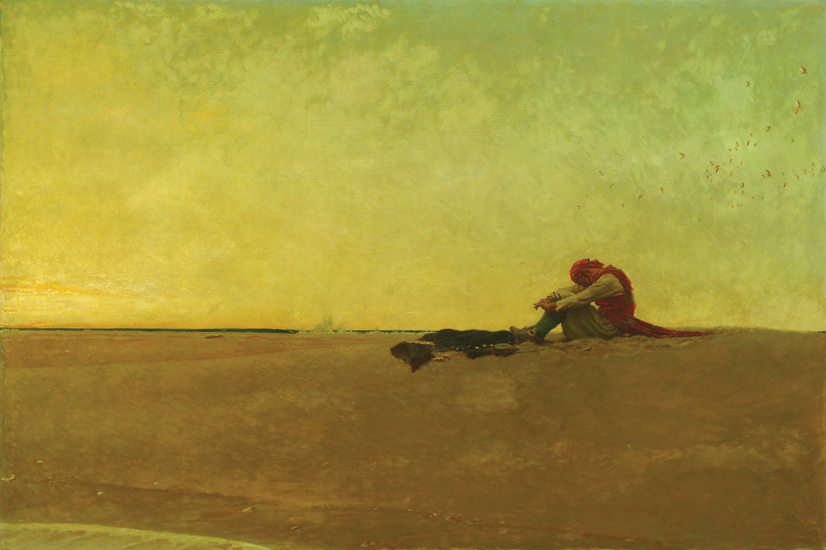
Marooned von Howard Pyle
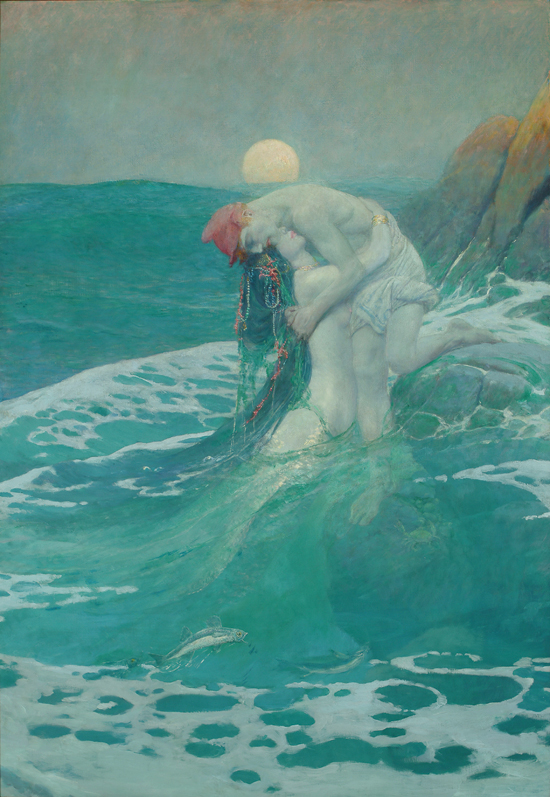
The Mermaid von Howard Pyle
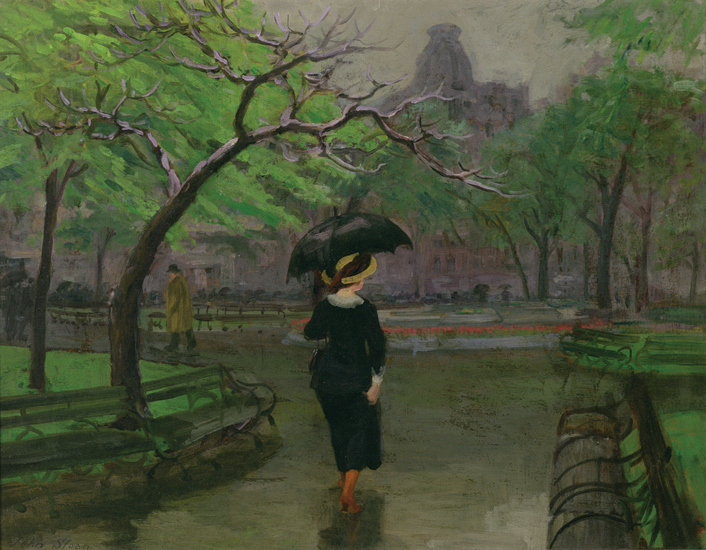
Spring Rain von John French Sloan

## Sonderausstellungen
Das Museum zeigt jährlich mehrere Wechselausstellungen, die verschiedene Schwerpunkte haben. Einige beschäftigen sich mit bestimmten Kunstformen wie etwa Consuming Desires: Modern Marketing Posters (1880–1919) aus dem Jahr 2005 oder die Design-Ausstellung Garry Knox Bennett: Call me Chairmaker aus dem Jahr 2008. Einige beschäftigen sich näher mit in der Dauerausstellung vertretenen Künstlern und Sammlungsschwerpunkten. So gab es mehrere Ausstellungen, die John Sloan zum Thema hatten, sowie einige zum Thema Illustrationen. Weiterhin gab es Ausstellungen mit Werken afroamerikanischer Künstler und solche, die Kunst aus dem Staat Delaware zeigten.